# Руденко, Александр Прокофьевич
Руденко, Александр Прокофьевич (20 февраля 1925, Георгиевск Ставропольского края — 17 июня 2004, Москва) — советский химик, доктор химических наук, профессор, специалист в области химической кинетики и катализа; заместитель председателя секции Истории и методологии естественных наук при Совете МГУ.

## Биография
Родился в 20 февраля в 1925 году в г. Георгиевске Ставропольского края.
Свою трудовую деятельность он начал во время ВОВ в 1942 г. на заводе Вторчермет в Ташкенте. В 1945 г. поступил на химический факультет МГУ, с которым связана вся его дальнейшая научная и педагогическая деятельность. По окончании университета в 1950 году занялся исследованиями в области химического катализа. В 1953 году защитил кандидатскую диссертацию по теме «Дегидрогенизационная конденсация ароматических углеводородов».

Академик А. А. Баландин с учениками. Сидят (слева направо): асс. И. И. Кулакова, ст. н.с. А. П. Руденко, акад. А. А. Баландин, доц. А. Е. Агрономов, студ. Н. Явкина, лаб. А. П. Мищенко; Стоят (слева направо): преп. В. С. Алиева, асп. М. Ф. Родичева, уч. мастер Р. П. Грибкова (Михайлова), асп. Эззо Эсам, студ. Г. П. Епишина, Г. В. Лисичкин.

В 1964 году предложил теорию саморазвития элементарных открытых каталитических систем в качестве одной из версий общей теории химической эволюции и биогенеза, заложив основания для исследований химической эволюции и феноменов самоорганизации в химии. Теория саморазвития элементарных открытых каталитических систем в развернутом виде была им представлена в 1969 году. В 1971 году защитил докторскую диссертацию по теме «Продукты уплотнения в органическом катализе», развивая теорию мультиплетного катализа своего учителя академика Баландина А. А. Был заведующим лабораторией органического катализа кафедры химии нефти и органического катализа МГУ с 1974 по 1993 гг. С 1976 года — профессор, а с 1993 г. ведущий научный сотрудник этой же кафедры.
Александр Прокофьевич является автором более 500 научных публикаций, часть из которых заложила фундамент новым направлениям в химии. Основные его исследования посвящены вопросам философии химии и химической эволюции.
Ушёл из жизни 17 июня 2004 года в возрасте 79 лет, похоронен в Москве на Хованском кладбище.

## Научная деятельность

### Разработка теории эволюционного катализа
Александр Прокофьевич исследовал кинетику и механизмы органических каталитических реакций, природу и причины каталитического действия. Им были развиты представления о роли и механизме процессов поликонденсации на поверхности катализаторов, а также о формировании каталитической активности.
А. П. Руденко развил концепцию эволюционного катализа и обосновал выделение эволюционной химии как новой предметной области науки. Им была предложена общая теория прогрессивной химической эволюции и биогенеза, количественно описывающая переход от высших проявлений химизма к жизни. А. П. Руденко стал пионером в разработке модели, описывающей неравновесную термодинамику рабочих процессов. Такая модель также позволила описать энергодинамические параметры динамического существования и устойчивости, самоорганизации и прогрессивной эволюции элементарных открытых каталитических систем и определяющие их меры.
Александр Прокофьевич активно развивал научное направление, являвшееся продолжением фундаментальных исследований катализа, начатых академиком А. А. Баландиным. Оно касается изучения причин и механизма действия катализаторов, их изменений в ходе реакций, а также установления природы и свойств промежуточных каталитических комплексов и разработки или подбора новых катализаторов, каталитических систем. Приоритет в этих областях исследований закреплен в 33 обзорно-тематических работах, нескольких сотнях научных статей из опубликованных 600. Среди обзоров особо значимыми можно считать следующие работы: «Роль углистых отложений на катализаторах в органическом катализе», «Эволюционный катализ и проблема происхождения жизни», «Эволюционная химия и естественноисторический подход к проблеме происхождения жизни» и т. д.
Теоретическое обобщение полученных А. П. Руденко результатов привело к разработке теории эволюционного катализа, которая изложена в монографии «Теория саморазвития открытых каталитических систем»(1969).

### Исследования алмазов
Александр Прокофьевич также провёл множество исследований о химии углерода и алмазов. Им определена возможность образования алмаза, графита и других полиуглеродов в результате поликонденсационных превращений малых углеродсодержащих молекул и показана роль неравновесных открытых каталитических систем в осуществлении этих процессов. Обоснована теория химического синтеза алмаза при мягких Р,Т-параметрах, опубликованная в обзоре «Условия образования кимберлитовых алмазов и проблема алмазоносности с точки зрения теории открытых каталитических систем». Им предложен физико-химический критерий алмазоносности кимберлитовых месторождений и механизм абиогенного образования углеводородов нефти и газа в поликонденсационных процессах в неравновесных открытых каталитических системах.
Также Руденко А. П. являлся членом МОИП (1995) и ВХО им. Д. И. Менделеева(1960).

## Педагогическая деятельность
Александр Прокофьевич — опытный педагог с многолетним стажем. На химическом факультете МГУ и не только он читал спецкурсы: «Методы каталитических исследований и техника эксперимента», «Каталитическая химия», «Теоретические основы катализа», «Избранные главы органического катализа и кинетики», «Философские проблемы химии», «Проблема химической эволюции, биогенеза и самоорганизации материи» (на философском факультете), «Вклад концептуальных систем химии в понимание мира» (в ИППК философского факультета).
Читал курсы лекций по современным проблемам катализа и эволюционному катализу в Улан-Баторе, Грозном и Риге.
За свою карьеру подготовил 36 кандидатов и 5 докторов наук.

## Общественная и политическая деятельность
Александр Прокофьевич вёл и общественно-организационную работу. Он являлся членом Ученого совета факультета (1968), зам. председателя секции истории и методологии естествознания при Совете МГУ (1982), Совета методологических семинаров МГУ, заместителем главного редактора редколлегии серии «История и методология естественных наук», председателем методологического семинара профессорско-преподавательского состава химфака МГУ.

## Почести и награды
- Академик Нью-Йоркской АН (1995)
- Академик Российской народной АН (1998)
- Награжден медалью «За доблестный труд. В ознаменование 100-летия со дня рождения Владимира Ильича Ленина» (1970)

## Некоторые труды
- Критерий живого. Под ред. Б. И. Спасского и А. П. Руденко. М.: Изд-во МГУ, 1971. 84 с.
- Кулакова И. И. Основы газо-жидкостной хроматографии: Метод. Разработки по спецкурсу «Методы каталит. исследований и техника эксперимента». Под общ. ред. А. П. Руденко. М.: МГУ, 1983. 104 с.
- Руденко А. П. Дегидрогенизационная конденсация ароматических углеводородов. Дисс. … канд. хим. наук. Москва, МГУ им. М. В. Ломоносова. 1953 г. 153 л.
- Руденко А. П. Продукты уплотнения в органическом катализе. Дисс. … докт. хим. наук. Москва, МГУ им. М. В. Ломоносова. 1971 г. 44 с.
- Руденко А. П. Теория саморазвития открытых каталитических систем. М.: Изд-во МГУ. 1969. 276 с.
- Руденко А. П. Химическая эволюция и биогенез. М.: Изд-во МГУ, 1964.
- Руденко А. П. Термодинамические закономерности химической эволюции и основы биоэнергетики. // Методологические и теоретические проблемы биофизики. М.: Наука, 1979. 120—127 с.